# Tiberi Emili Mamercí
Tiberi Emili Mamercí (en llatí Tiberius Aemilius Tib. F. Tib. N. Mamercinus) va ser un magistrat romà que va viure al segle iv aC.
Va ser elegit cònsol romà l'any 339 aEC junt amb Quint Publili Filó. El mateix any Mamercí va investir al seu col·lega amb la dictadura, i com a tal va proposar les leges Publiliae Philonis, que van abolir una part del poder de l'assemblea patrícia a la Cúria i a la pràctica van elevar als plebeus al mateix rang que els patricis. Titus Livi atribueix el nomenament del seu company com a dictador, al fet que el senat havia negat un triomf a Mamercí.